# Rodalies de Catalunya
Rodalies de Catalunya (antiguamente Cercanías Barcelona o Rodalia Barcelona) es la marca comercial utilizada por la Generalidad de Cataluña y Renfe Operadora para los servicios ferroviarios de cercanías y regionales/media distancia, traspasados por el Ministerio de Fomento a la Generalidad el 1 de enero de 2010 y el 1 de enero de 2011, respectivamente. Las competencias traspasadas se refieren solo a la planificación de horarios, atención al cliente, tarifas, gestión y supervisión general del servicio. En materia de material móvil (trenes) e infraestructura, las competencias siguen perteneciendo respectivamente a Renfe y Adif. Con 462 km en servicio, Rodalies de Catalunya es la red de cercanías más extensa de España, por delante de la red de Cercanías Madrid, con 370 km, de la red de Cercanías de Valencia, con 323 km y de la red de Cercanías Sevilla, con 254 km.
Con la nueva marca global, se crean paulatinamente los "Servicios de cercanías" de cada provincia: Cercanías de Barcelona, Cercanías de Gerona, Cercanías del Campo de Tarragona y Cercanías de Lérida. Dos de estos servicios, Barcelona y Lérida, son servicios compartidos con el operador catalán FGC.
En Cercanías de Barcelona el servicio es compartido con el operador autonómico FGC, que tiene las líneas R5 y R6, con sus semidirectas R50 y R60 respectivamente. Además de estas, FGC opera sus líneas Suburbanas (S).
El 20 de marzo de 2014, Rodalies de Catalunya se amplió en dos líneas en la provincia de Tarragona. Los trenes de cercanías de esa zona son llamados Cercanías del Campo de Tarragona; constan de una línea llamada RT1 que conecta Tarragona y Reus y la línea RT2 que se inicia en el municipio de Arbós hasta la ciudad de Salou pasando por Tarragona y El Vendrell, entre otras.
El 24 de marzo de 2014 entró en funcionamiento Cercanías de Gerona, dos líneas en la provincia de Gerona llamadas RG1 que conecta Portbou/Figueras con Hospitalet de Llobregat por Mataró, y la línea regional/MD R11 que conecta Barcelona con Portbou/Cervera (Francia) por San Celoni (línea del interior), solo se considera línea de cercanías cuando realiza servicios regionales y no de Media Distancia, normalmente el tramo San Celoni - Portbou.
En Cercanías de Lérida, al igual que el de Barcelona, el servicio es compartido, operando Renfe la línea de cercanías RL3 y las líneas regionales R12, R13 y R14 de Rodalies de Catalunya, siendo consideradas estas últimas también de cercanías en los tramos Lérida - San Guim de Freixanet (R12), Lérida - Vinaixa (R13 y R14). FGC opera las líneas RL1 (Lérida - Balaguer) y RL2 (Lérida - Puebla de Segur).
A diferencia de lo que ocurre en el resto de España, las líneas no se denominan con una C de Cercanías, sino con la R de Rodalies Renfe (R), pues aun siendo Renfe Operadora una empresa nacional, la UN de Renfe Operadora adoptó el término catalán para la denominación del servicio comercial en este núcleo.
Por otro lado, la Autoridad del Transporte Metropolitano de Barcelona planifica la integración de la nomenclatura con el resto de servicios de Cercanías añadiendo una R al número de la línea.

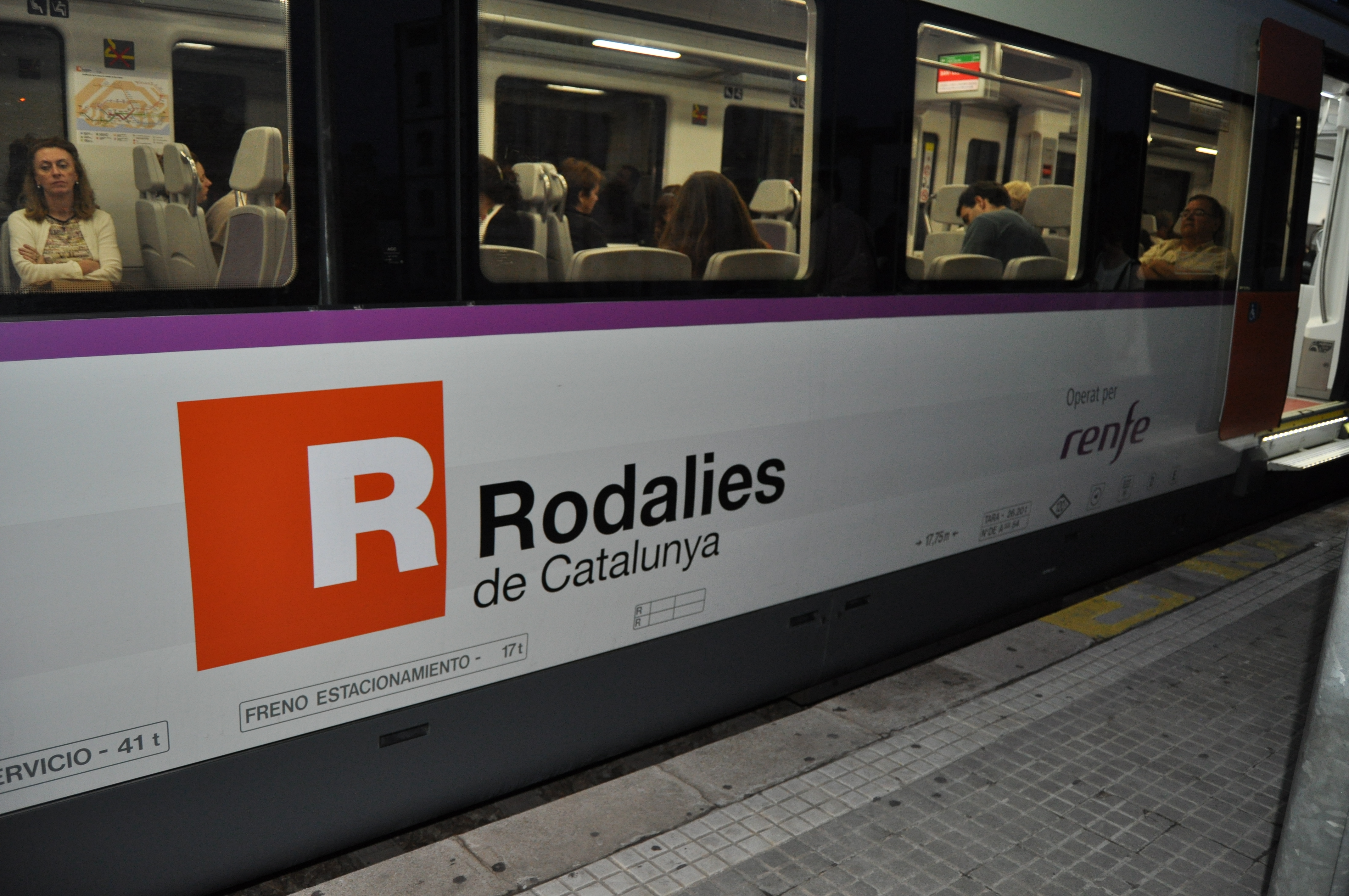
Logotipo de Rodalies Catalunya en un Civia

Dos unidades eléctricas, una de la serie 450 (derecha) y otra Civia (izquierda), ambas de Renfe Operadora, en la Estación de Francia de Barcelona.

## Infraestructura
Para los servicios de cercanías y regionales de Rodalies de Catalunya, Renfe Operadora usa las siguientes líneas ferroviarias propiedad de Adif, algunas en exclusiva y otras compartidas con trenes de mercancías y largo recorrido.
- Línea Barcelona-Mataró-Massanet-Massanas
- Línea Barcelona-Cervera
- Línea Barcelona-Ripoll
- Línea Ripoll-Puigcerdá
- Línea Barcelona-Manresa-Cervera-Lérida-Zaragoza, entre Barcelona y Lérida
- Línea Barcelona-Martorell-Villafranca-Tarragona
- Línea Barcelona-Vilanova-Valls
- Línea Tarragona-Reus-Picamoixons-Lérida
- Línea Miraflores-Tarragona, entre Reus y Ribarroja de Ebro.
- Línea Valencia-Tarragona, entre Tarragona y Tortosa
- Línea El Prat-Aeropuerto
- Línea Castellbisbal / El Papiol-Mollet

Además de estas líneas, cabe señalar que dentro de la ciudad de Barcelona, la red de cercanías usa todos los túneles ferroviarios que conectan las principales estaciones salvo el túnel que enlaza la estación de Francia con la Clot-Aragón y la línea Barcelona-Cerbère.

## Material móvil

### Serie440R(470)

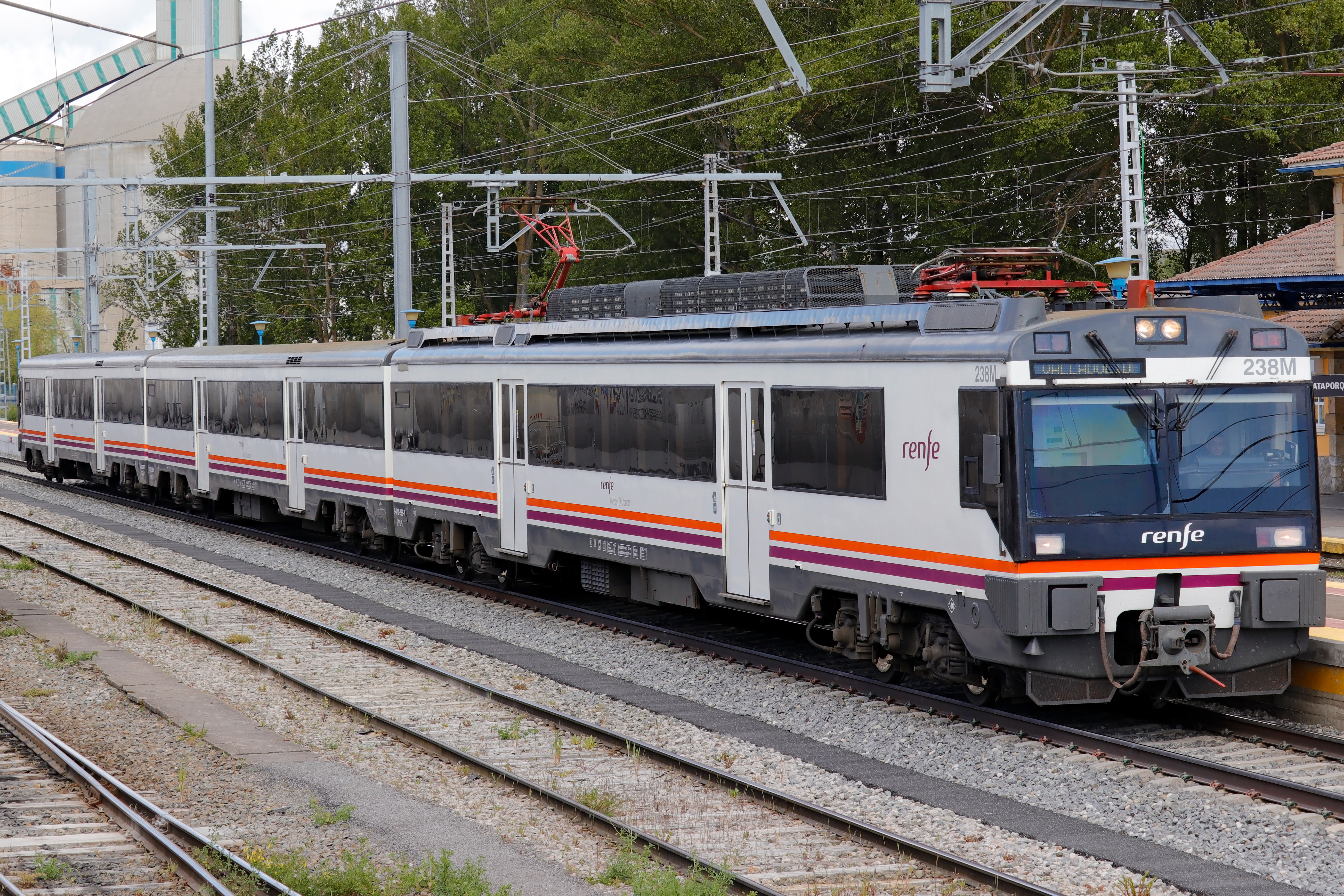
Unidad 470

Estas unidades han sido retiradas del servicio de cercanías en julio de 2010, quedando ya unidades de la serie 440 de Renfe reformadas a la serie 470 y únicamente para los servicios regionales y de media distancia en el territorio catalán.

### Series450 y 451

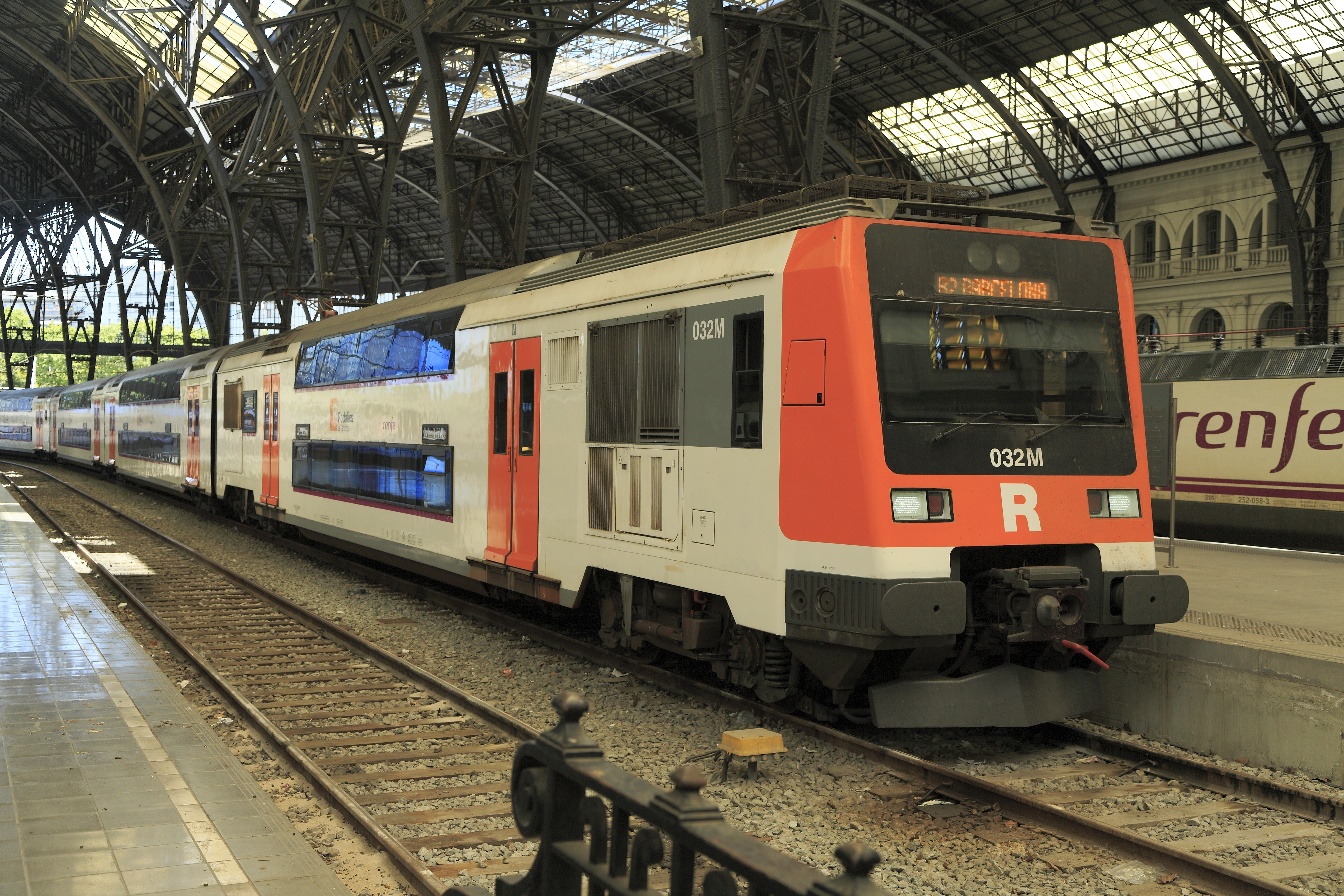
Unidad 450 estacionada en la Estación de Francia (Barcelona)

Trenes de dos pisos de 6 coches en el caso de los 450 y de 3 en el caso de los 451. Prestan servicio en la línea R2 y R2 Sud a lo largo de todo su recorrido. La utilización en esta línea se hace aconsejable para aumentar su capacidad ya que la frecuencia ya no puede aumentarse a corto-medio plazo, al compartir vía con otras circulaciones.
Su uso en otras líneas con menor distancia entre estaciones es desaconsejable, debido al alto tiempo de entrada/salida del pasaje, causado por el bajo número de puertas de que dispone la unidad en proporción a su longitud y también por su menor capacidad de aceleración con respecto a otras opciones.

### Serie447

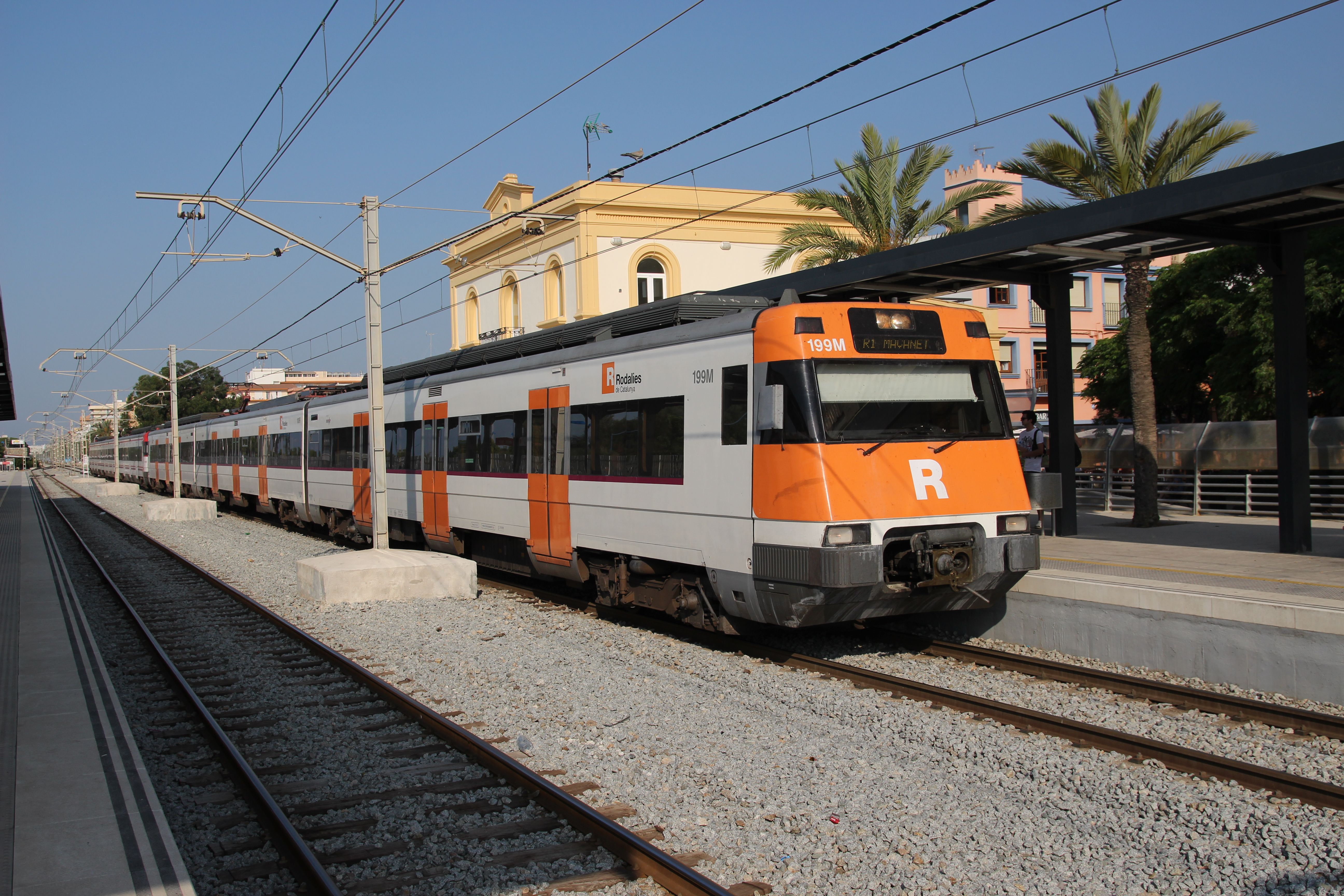
Una unidad eléctrica múltiple de la serie 447 en la estación de Malgrat de Mar, realizando un servicio de cercanías en la línea R1.

Es la serie más numerosa en el núcleo barcelonés (más de 100 unidades). Empezaron a llegar en el año 1993 para sustituir a las 446, que fueron trasladadas a otros núcleos. Su recepción fue tan escalonada que en el año 2000 aún se recibieron unidades. Prestan servicio en todas las líneas excepto en las R2, R2Sud , R2Nord y R8.
447 Regional: Una parte de la flota ha sido reformada en el interior para servicios regionales y regionales cadenciados. 14 unidades se reformaron a esta versión para el servicio de regional cadenciado de la línea mixta R3, que llega hasta la estación francesa de Latour de Carol-Enveitg, por eso se realizó dicha reforma con nuevos asientos MD.
Se han reformado más unidades para los servicios regionales: R11, R12 (ocasionalmente), R16 y R17; aunque muchas veces estas unidades no prestan servicio en estas líneas, (pudiendo ver hasta composiciones de una 447 cercanías con una 447 regional).

### Civia (463, 464 y 465)

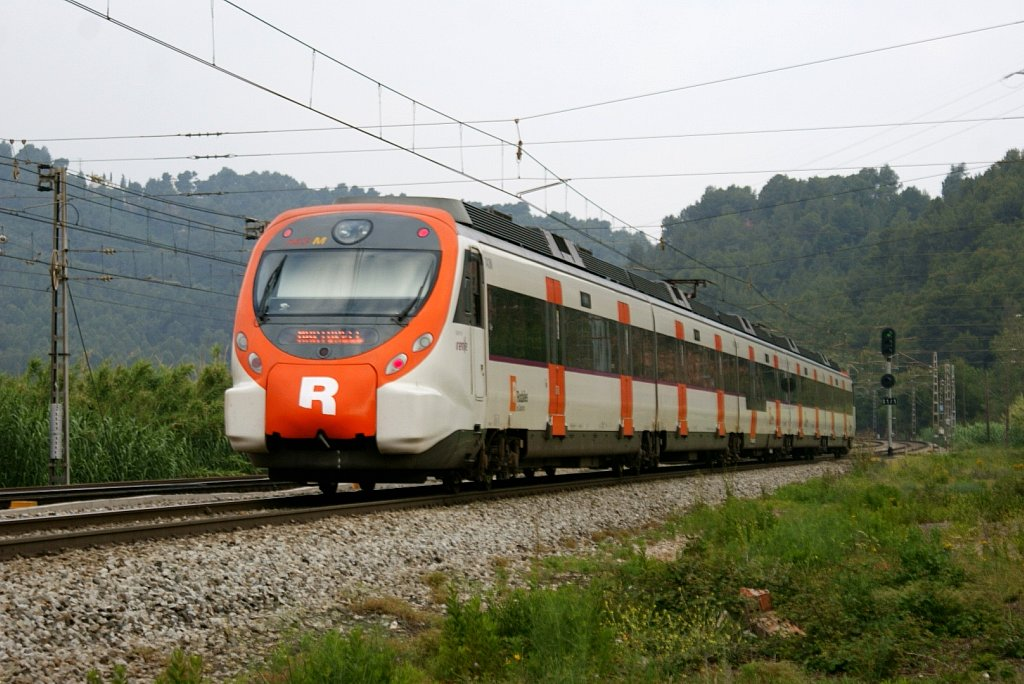
Tren Civia 465 rotulado con la imagen oficial de Rodalies de Catalunya pasando por Castellbisbal

Trenes modulares denominados Civia fabricados por CAF. En 2016 había en servicio más de 50 unidades de este tipo correspondientes a las generaciones civia segunda, tercera y cuarta. Al no estar todas las estaciones y apeaderos adaptados a la altura y longitud de este tren, en 2016 circulaban con la siguiente configuración por la red:
- R1: UT465 en simple composición o UT464 + UT464 en mando múltiple.
- R2Sud: UT465 + UT465 en mando múltiple.
- R2 y R2Nord: UT465 + UT463 en mando múltiple. Excepcionalmente UT465 + UT465 en la R2Nord durante eventos especiales como el Mobile World Congress o eventos en el Circuito de Barcelona-Cataluña.
- R3: UT465 en simple composición.
- R4: UT465 en simple composición para trenes semidirectos.
- R7 y R8: UT465 en simple composición.

### Serie448

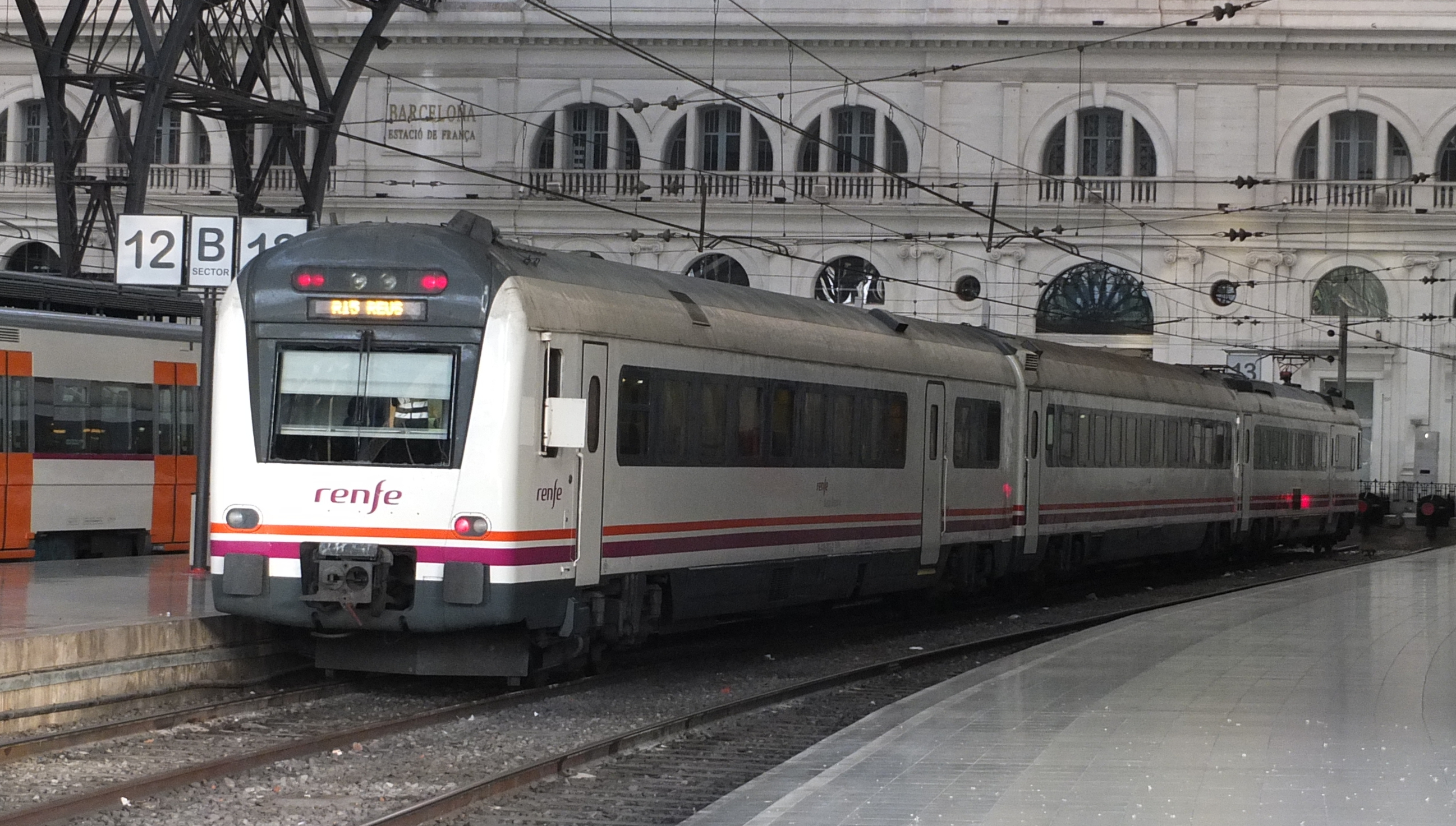
Unidad 448 estacionada en Estación de Francia (Barcelona)

Trenes de 3 coches construidos por CAF y Macosa entre el 1987 y 1989. Tienen una velocidad comercial máxima de 160 km/h y se operan en distintas líneas regionales de la red catalana y servicios de cercanías en Tarragona, como:
- R13: Barcelona-Lérida por Valls
- R14: Barcelona-Lérida por Reus
- R15: Barcelona-Ribarroja de Ebro
- R16: Barcelona-Tortosa/Ulldecona
- R17: Barcelona-Port Aventura
- RT1: Tarragona-Reus
- RT2: Arbós-Salou Port Aventura

### Serie449

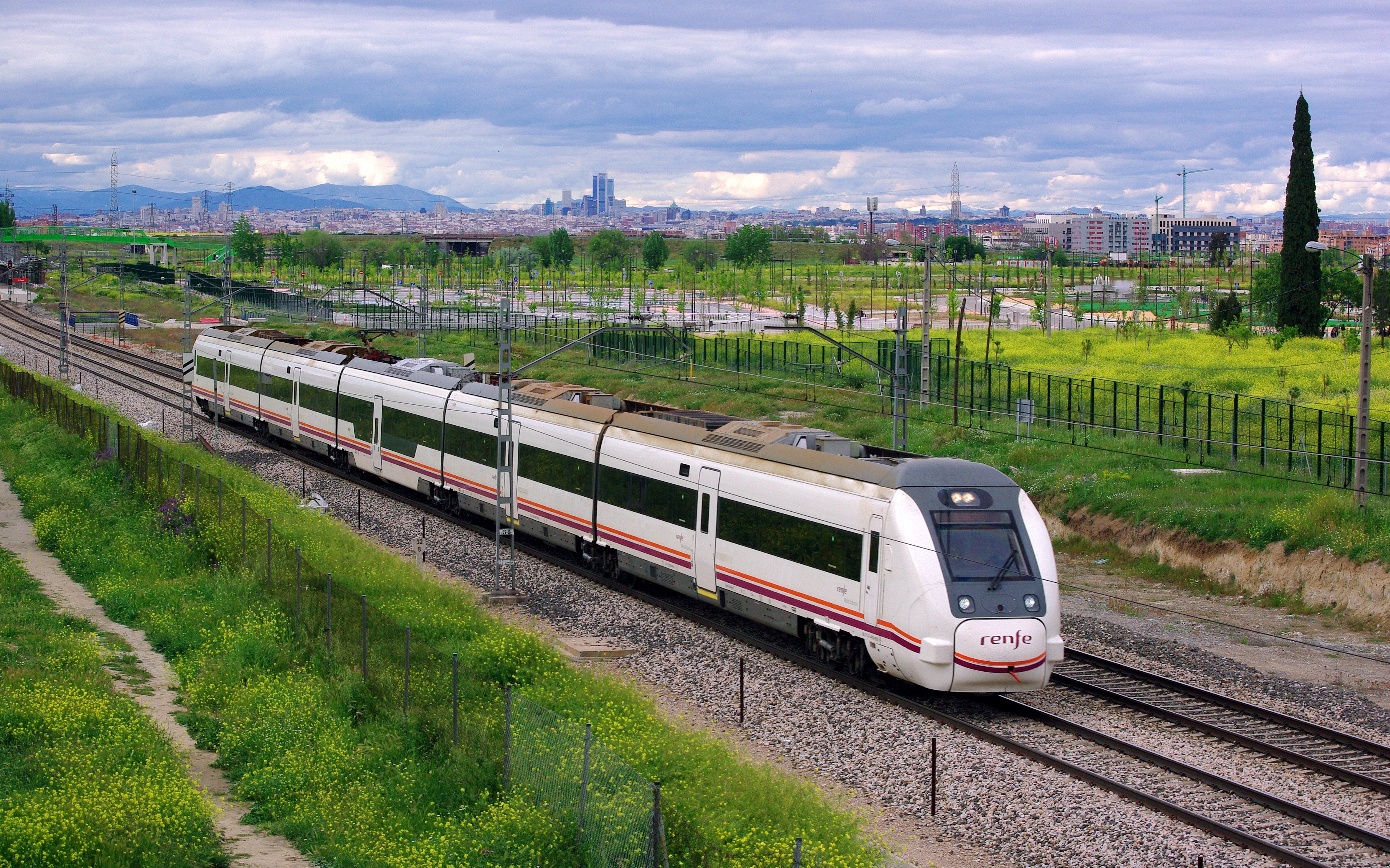
Una unidad de la serie 449, se puede ver el coche intermedio PMR

Esta serie se usa exclusivamente para servicios de media distancia, accesible para PMR, dispone de baño y máquinas de venta de comida y bebidas. Líneas donde opera:
- R11: Barcelona - Portbou/Cervera (Francia) por Granollers y Gerona (servicio de media distancia, los servicios regionales se realizan con UT447)

### Futura serie452
En diciembre de 2024, Renfe acordó con la Generalidad de Cataluña destinar para el servicio de Rodalies 72 trenes de los 201 que conformarán la serie 452, en aquél momento en construcción. Las unidades presentan 6 coches de los cuales 2 son de doble planta, por lo que vienen a complementar o sustituir a las series 450 y 451. Serán los trenes más modernos de la flota y entrarán en circulación a partir de 2026.

## Líneas de cercanías y regionales
La red de cercanías está compuesta por 13 líneas y la red de regionales por 6 líneas, ambos gestionados por Renfe Operadora sobre infraestructura (vías y estaciones) propiedad de Adif.
| Nombre                                       | <<                                 | Pasando por                           | >>                                 |
| Servicio de cercanías de Barcelona           | Servicio de cercanías de Barcelona | Servicio de cercanías de Barcelona    | Servicio de cercanías de Barcelona |
| -------------------------------------------- | ---------------------------------- | ------------------------------------- | ---------------------------------- |
|                                              | Molins de Rey                      | por Mataró                            | Massanet-Massanas                  |
|                                              | Castelldefels                      | <>                                    | Granollers Centro                  |
|                                              | Aeropuerto                         | por Granollers Centro                 | Massanet-Massanas                  |
|                                              | San Vicente de Calders             | por Villanueva y Geltrú               | Estación de Francia                |
|                                              | Hospitalet de Llobregat            | por Vich                              | Puigcerdá/ Latour de Carol-Enveitg |
|                                              | San Vicente de Calders             | por Villafranca del Panadés y Tarrasa | Manresa                            |
|                                              | Cerdanyola Universitat             | <>                                    | Fabra i Puig                       |
|                                              | Martorell Central                  | por Cerdanyola Universitat            | Granollers Centro                  |
| Servicio de cercanías del Campo de Tarragona |                                    |                                       |                                    |
|                                              | Tarragona                          | por Vilaseca                          | Reus                               |
|                                              | Salou-Port Aventura                | por Tarragona                         | Arbós                              |
| Servicio de cercanías de Lérida              |                                    |                                       |                                    |
|                                              | Lérida                             | <>                                    | Cervera                            |
|                                              | Tarrasa Estación del Norte         | por Manresa                           | Lérida Pirineos                    |
| Servicio de cercanías de Gerona              |                                    |                                       |                                    |
|                                              | Hospitalet de Llobregat            | por Mataró y Gerona                   | Portbou                            |
| Servicios regionales                         |                                    |                                       |                                    |
|                                              | Barcelona-Sants                    | por Granollers Centro y Gerona        | Portbou/Cervera (Francia)          |
|                                              | Barcelona Estación de Francia      | por Valls                             | Lérida Pirineos                    |
|                                              | Barcelona Estación de Francia      | por Tarragona y Reus                  | Lérida Pirineos                    |
|                                              | Barcelona Estación de Francia      | por Tarragona y Reus                  | Ribarroja de Ebro                  |
|                                              | Barcelona Estación de Francia      | por Tarragona                         | Tortosa/Ulldecona                  |
|                                              | Barcelona Estación de Francia      | por Tarragona                         | Salou-Port Aventura                |

- La R3 es una línea mixta, teniendo el servicio de cercanías en el tramo Hospitalet - Vich, y el servicio regional (cadenciado) Hospitalet - Vich - Puigcerdá/Latour de Carol-Enveitg (Francia).

## Proyectos y futuro
- Según el «Pla Rodalies de Catalunya 2020-2030» y «Transformem Rodalies», se prevén las siguientes actuaciones, con el fin de aumentar la capacidad y la fiabilidad de la red:[11]
  - Integración urbana en Hospitalet de Llobregat
  - Integración urbana en San Feliu de Llobregat
  - Integración urbana en Moncada y Rexach
  - Configuración del esquema de vías en Barcelona-Sans
  - Nuevo ramal de acceso al Aeropuerto de Barcelona-El Prat
  - Remodelación de Moncada Bifurcación
  - Sectorización de andenes y reforma de Barcelona-Plaza de Cataluña
  - Remodelación de Castelldefels
  - Desdoblamiento de vía entre Parets del Vallés y la Garriga
  - Duplicación de vía en el tramo soterrado en Vic
  - Implantación de instalaciones de ERTMS nivel 2
  - Nuevo ramal entre la línea de Vic y la línea El Papiol-Mollet
  - Estación técnica en el Prat de Llobregat
  - Planificación de cuadruplicación de vías entre Castelldefels y el Prat de Llobregat
  - Planificación de triplicación de vías entre Moncada y Rexach y Mollet-San Fausto
  - Planificación de un salto de carnero entre Sardañola del Vallés y Sardañola-Universidad
  - Vía de apartado en Tordera
  - Adecuación de la longitud de vías y andenes a 200 metros
  - Estaciones nuevas de Santa Perpétua de Mogoda-Riera de Caldes, Salou-Port Aventura, Bellissens, Tarrassa-Can Boada y Sabadell-Can Llong
  - Proseguir con el plan de estaciones de Renfe y Adif en Cataluña
  - Finalización de las estaciones de Barcelona-La Sagrera y la nueva estación de Barcelona-San Andrés Condal
  - Mejora y renovación de los sistemas de comunicación, información al cliente y seguridad
  - Mejora y adquisición de material rodante para dobles composiciones en las líneas R1, R2 y R4, e incremento de frecuencias
  - Puesta en marcha de Cercanías Lérida
  - Prolongación de la línea R1 a Sardañola-Universidad
  - Incremento de frecuencias en la línea R3
  - Refuerzo de servicios regionales hacia Tarragona
  - Duplicación de vía entre Vic y Centellas
  - Ampliación de la capacidad operativa y mejora de la intermodalidad en Martorell
  - Planificación del túnel del Monte de Moncada y nuevo trazado entre Moncada Bifurcación y Mollet-Santa Rosa
  - Nuevos talleres en Mataró, San Celoni, Manresa y Sant Vicenç de Calders
  - Nueva línea Barcelona-Cornellá de Llobregat-Castelldefels